# Methala
Methala è una suddivisione dell'India, classificata come census town, di 36.317 abitanti, situata nel distretto di Thrissur, nello stato federato del Kerala. In base al numero di abitanti la città rientra nella classe III (da 20.000 a 49.999 persone).

## Geografia fisica
La città è situata a 10° 12' 37 N e 76° 11' 46 E.

## Società

### Evoluzione demografica
Al censimento del 2001 la popolazione di Methala assommava a 36.317 persone, delle quali 17.543 maschi e 18.774 femmine. I bambini di età inferiore o uguale ai sei anni assommavano a 3.581, dei quali 1.811 maschi e 1.770 femmine. Infine, coloro che erano in grado di saper almeno leggere e scrivere erano 31.053, dei quali 15.373 maschi e 15.680 femmine.